# Ochrilidia hebetata
Ochrilidia hebetata är en insektsart som först beskrevs av Boris Petrovich Uvarov 1926.  Ochrilidia hebetata ingår i släktet Ochrilidia och familjen gräshoppor.

## Underarter
Arten delas in i följande underarter:
- O. h. hebetata
- O. h. kazaka